# موريس بندر
موريس بندر (بالإنجليزية: Morris Bender)‏ هو عالم أعصاب أمريكي، ولد في 8 يونيو 1905 في أومان في أوكرانيا، وتوفي في 23 يناير 1983 في نيويورك في الولايات المتحدة.